# Clevia

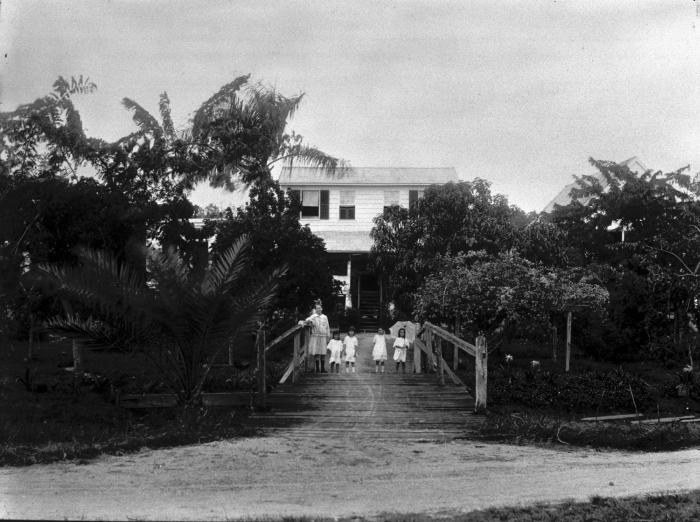
Woonhuis op plantage Nieuw-Clevia, linker oever.

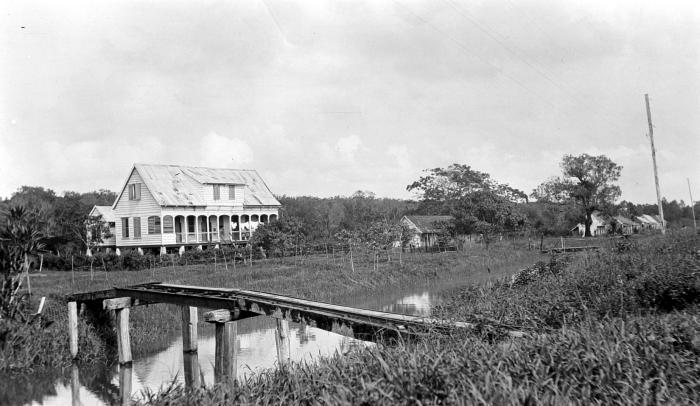
Het ziekenhuis en arbeiders woningen, linker oever.

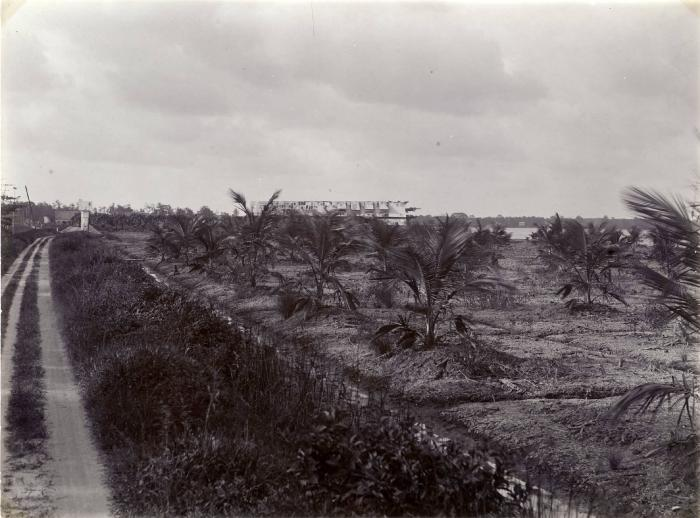
Veld met jonge kokosbomen en steenbakkerij op de achtergrond, linker oever.

Clevia, ook gespeld Klevia, was een koffieplantage aan de Surinamerivier in het district Commewijne in Suriname. De plantage lag tussen de plantages Belwaarde en Suzanna's Daal.

## Geschiedenis
Met de bouw van Fort Nieuw-Amsterdam tussen 1734 en 1747 bij de samenstroom en mondingen van de Commewijne en Surinamerivier kreeg de benedenloop van de Surinamerivier een betere bescherming tegen indringers. Er werden toen initiatieven ontplooid om plantages in cultuur te brengen. Zo ontstonden onder andere Jagtlust, Dordrecht, Belwaarde en Clevia. Maar eerst moest de grond door de Gouverneur van Suriname worden uitgegeven door middel van een “warrand”, voorzien van een meetbrief. De gronden werden toen ook beschreven.
De grond werd in 1749 uitgegeven door Jan Jacob Mauricius, de toenmalige gouverneur van Suriname, aan Carl Otto Creutz als dank voor zijn vredesonderhandelingen met de Saramaccaners. Creutz noemde de plantage naar zijn geboorteplaats Kleef in Duitsland. Hij leefde samen met Elisabeth Samson. Na de dood van Creutz erfde Elizabeth de helft van de plantage. De andere helft kocht zij van zijn andere erfgenamen. Zij trouwde in 1767 met Hermanus Daniel Zobre. Na het overlijden van Elisabeth in 1771 werd hij de volgende eigenaar. Hij was echter niet zo succesvol als Elisabeth en de plantage moest onder hypotheek gesteld worden. Omdat Zobre deze hypotheek niet kon aflossen kwam de plantage in bezit van het negotiatiefonds van de firma Marselis uit Amsterdam, tegelijk met een tiental andere plantages van Elisabeth, zoals Saltzhalen en Belwaarde. In 1821 was de plantage nog steeds in bezit van de firma Marselis. Niet lang daarna werd de plantage verlaten.
Thomas Keen vestigde er een ingenieursetablissement en verkocht er bijvoorbeeld stoomwerktuigen en suikermolens. In 1836 werd door hem een stoomboot, genaamd Willem de Eerste, gebouwd die bestemd was voor de vaart op de binnenwateren. Keen overleed in 1837 en de plantage, die ondertussen Oud-Clevia werd genoemd, werd te koop aangeboden. De koper was Joshua Lyon die op dat moment ook eigenaar was van de buurplantage Susanna’s Daal.
In 1858 werd een deel van de plantage verkocht aan de Evangelische Broedergemeente Suriname. De plantage werd Oud-Clevia genoemd omdat er in 1787 en 1788 aan de overzijde van de rivier kleine stukken land waren uitgegeven ten bate van de voedselvoorziening van Paramaribo. Een aantal aaneengesloten percelen werd opgekocht door de eigenaren van Clevia die hier een nieuwe plantage begonnen. De slaven werden overgebracht en de oude plantage werd verlaten.
De nieuwe plantage kwam aan het einde van de negentiende eeuw in het bezit van de familie Gonggrijp. Door de familie werd een steenfabriek aangelegd. Zij verbouwden ook koffie en cacao. Net als op veel andere plantages werd er aan het begin van de 20e eeuw banaan geteeld, in het Sranantongo bacove genoemd. Ook cocos werd aangeplant. Clevia was een van de weinige plantages waar rubber werd getapt. In 1919 werd de plantage, samen met Suzanna’s Daal te koop aangeboden. In 1933 werd de NV Cultuurmaatschappij Clevia opgericht.
Na de Tweede Wereldoorlog kwam de nieuwe plantage in bezit van de overheid die weer percelen uitgaf voor voedselvoorziening. Daarna verstedelijkte dit gebied en werd het langzamerhand een wijk van Paramaribo. In 1948 was Clevia een van de weinige plantages die nog in productie was.
A la bonne heure · Anna's Zorg · Akkerboom · Alliance · Alkmaar · Andresa · Auka · Andreesgift · Bantaskine · Barbados · Batavia · Beekenhorst · Belladrum · Bellevue · Belwaarde · Beninenburg · Berg en Dal · Bergen op Zoom · Berlijn (Commewijne) · Berlijn (Para) · Bethlehem · Boksweide · Boston · Botany Bay · Boxel · Bronswijk · Brouwerslust · Bruinendaal · Bucklebury · Buitenrust · Burnside · Cadrosspark · Caledonia · Campenburg · Cannewapibo · Catharina Sophia · Clevia  · Cliffort-Kokshoven · Clyde · Concordia · Concordia en een Kwart Lot · Courcabo · De Dageraad · De Goede Vriendschap · De Resolutie · De Vier Hendrikken · Diamond · Dijkveld · Domburg · Dordrecht · Eendragt · Elisabeth's Hoop · Ellen · L'Espérance (Nickerierivier) · L'Espérance (Surinamerivier) · Esthersrust · Fairfield · Fortuin · Flora · Florentia · Frederiksburg · Frederiksdorp · Frederikslust · Geertruidenberg · Geyersvlijt · Glensander · Gloria · Groot Chatillon · Groot Marseille · Guadeloupe · Hague · Hamburg · Hamilton · Hamptoncourt · Hannover · Hazard · Hebron · Hecht en Sterk · Hooyland · Hope · Houttuin · Huntly · Huwelijkszorg · Inverness · Jagtlust · Jodensavanne · Johan & Margaretha · Johanna Catharina · Johanna Maria · Johannesburg · John · Katwijk · Kent · Kerkshoven · Killenstein · Klein Bellevue · Kleinhoop · Krappahoek · Kroonenburg · Kwatta · La Jalousie · La Prosperité · La Rencontre · La Ressource (Saramacca) · La Ressource (Surinamerivier) · La Singularité · Laarwijk · Leasowes · Leliëndaal · Leonsberg · Livorno · Longmay · Lunenburg · Lust en Rust · Lustrijk · Maasstroom · Margarethenburg · Maria Petronella · Mariënbosch · Mariënburg · Margaretha's Gift · Mary's Hope · Meerzorg · Merveille · Moed en Kommer · Mon Bijou · Mon Souci · Mon Trésor · Monnikendam · Mopentibo · Morgenster · Moy · Nieuw Mocha · Nieuwzorg · Nieuwe Aanleg · De Nieuwe Grond · Nijd en Spijt · Novar · Nursery · Nut en Schadelijk · Onoribo · Onverwacht · Oranibo · Ornamibo · Overbrug · Overtoom 
· Oxford · Palestina · Paradise · Persévérance · Petersburg · Picardië · Peperpot · Pieterszorg · Plaisance · Poelwijk · Potosie · Purmerend · Reijnsdorp · Reijnsfort · Rijnberk · Roosenburg · Rorac · Rust en Werk · Rustenburg · Saltzhalen · Sans Souci · Saphir · Sarah · Sardam · Schaapstede · Schoonoord · Sinabo en Gelre · Sint Barbara · Sint Eustatius · Slootwijk · Sorgvliet · Spieringshoek · Standvastigheid · Suidwijn · Suzanna's Daal · Toevlugt (Surinamerivier) · Tout Lui Faut · Toledo · Totness · Tyronne · 't Vertrouwen · Victoria · Vierkinderen · Visserszorg · Voorburg · Voorzorg (Saramacca) · Vossenburg · Vredenburg · Vriendsbeleid en Ouderzorg · Vreeland · Waltonhall · Waldijk · Waterloo · Wederzorg · Welbedacht · Welgelegen (Commewijne) · Welgelegen (Coronie) · Welgevallen · Weltevreden · Wolffs Capoerica · Wolfenbüttel · 't Ylant · Zoelen · Zorg en Hoop (hout) · Zorg en Hoop (indigo) · Zorg en Hoop (katoen) · Zorg en Hoop (suiker)